# Paloma (filme)
Paloma é um filme de drama brasileiro de 2022, dirigido por Marcelo Gomes e roteirizado pelo próprio diretor em parceria com Gustavo Campos e Armando Praça. Protagonizado por Kika Sena, o filme acompanha a história de vida de Paloma, uma produtora rural transexual que nutre o sonho de se casar na igreja com meu namorado, Zé, no entanto, a igreja local não permite a oficialização da união. Conta ainda com as atuações de Ridson Reis, Suzy Lopes, Samya de Lavor, Nash Laila e Anita de Souza Macedo.
Foi um dos pré-selecionados como um dos representantes do Brasil para o Oscar de melhor filme internacional.

## Enredo
Em Paloma, a personagem principal (Kika Sena) é uma produtora de mamão que possui características como ser negra, nordestina, analfabeta e transexual. Seu maior desejo é se casar na igreja com seu namorado Zé (Ridson Reis), incluindo todos os elementos tradicionais de uma noiva, como vestido, véu e grinalda. Para realizar esse sonho, ela economiza dinheiro para os preparativos, a festa, o vestido e a cerimônia. No entanto, ao procurar o padre para pedir que a case com seu namorado, Paloma recebe uma resposta extremamente desagradável. Devido à sua transexualidade, ela é proibida de entrar na igreja ou mesmo de celebrar a união que tanto almejava, assim como outras pessoas como ela que também tiveram seus desejos negados sob o argumento de serem consideradas "pecadoras" aos olhos da instituição. A recusa do padre e a humilhação que sofreu a levam a enfrentar a sociedade rural em que vive. Ela enfrenta violência, traição, preconceito e injustiça, mas nada abalará sua fé.

## Elenco
- Kika Sena como Paloma Lima
- Ridson Reis como Zé Cícero dos Santos
- Suzy Lopes como Isabel
- Zé Maria como Ivanildo
- Samya de Lavor como Maria
- Clébia Souza como Samira
- Patricia Dawson como Gaivota
- Ana Marinho como Sebastiana
- Nash Laila como Liduína
- Márcio Flecher como Padre Luiz Gonzaga
- Buda Lira como Padre João Manuel
- Anita de Souza Macedo como Jenifer Lima
- Marta Amorim como amiga de Samira
- Wescla Vasconcelos como Rikely

## Produção

### Concepção

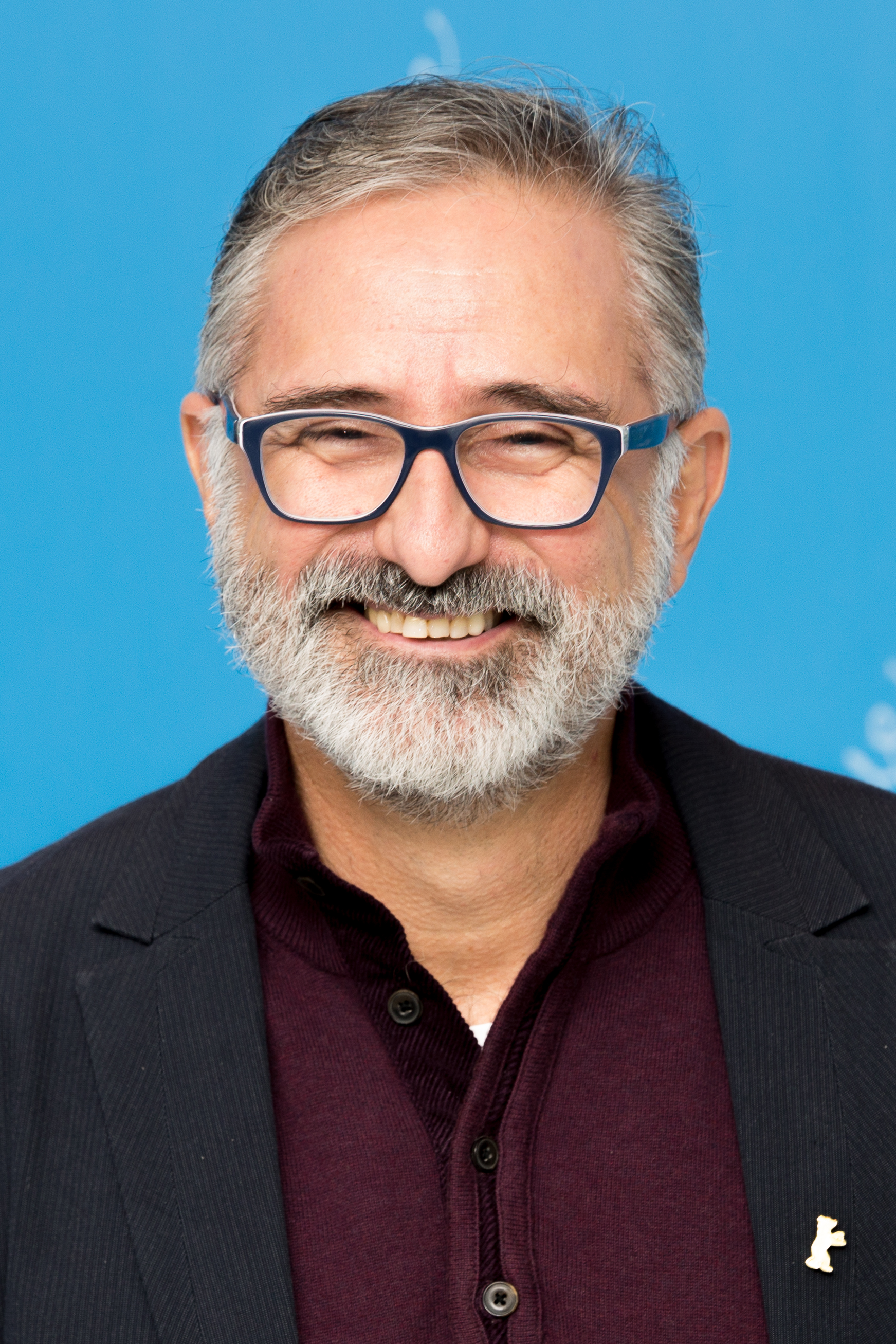
Marcelo Gomes (foto) se inspirou em uma história real para conceber o filme.

Há alguns anos, o cineasta Marcelo Gomes se deparou com uma notícia enquanto lia o jornal. A reportagem contava a história de uma agricultora que tinha o desejo de se casar na igreja usando um vestido branco, véu e grinalda, em Saloá, no Agreste de Pernambuco. O que chamou a atenção de Marcelo não foi apenas o desejo em si, mas a pessoa por trás dele: uma mulher trans em uma região conservadora e marcada pela LGBTfobia, assim como outras partes do Brasil.
Essa história peculiar e simbólica do país se tornou a base para o sexto longa-metragem ficcional de Marcelo Gomes, o qual ele intitulou Paloma. O roteiro foi refinado por Marcelo em colaboração com Armando Praça (diretor de Greta e Fortaleza Hotel) e Gustavo Campos. O filme foi rodado em 2018, ao mesmo tempo em que Marcelo também trabalhava no documentário Estou Me Guardando para Quando o Carnaval Chegar (2019).
Ao desenvolver o roteiro, Marcelo quis destacar os elementos que o cativaram naquela pequena matéria, que se destacava entre tantas outras, e também as implicações políticas envolvidas. Ele foi profundamente tocado pela saga de amor, preconceito, fé, conservadorismo e afeto presentes na história. Esses elementos refletiam as contradições do nosso tempo. Marcelo viu na disparidade retratada uma trama singular que merecia ser transformada em um filme, especialmente em um país com altos índices de violência e mortes contra a população  LGBTQIA+, sendo inclusive o país com o maior número de mortes dessa população no mundo.

### Escolha do elenco
Kika Sena, uma alagoana que reside em Brasília, foi a escolhida para expressar a complexidade da personagem principal de Paloma. Ela foi indicada para o teste por uma amiga e chamou a atenção de Maria Clara Escobar, a produtora de elenco do filme. Em sua estreia no cinema, Kika assumiu o papel de protagonista, sentindo a responsabilidade de abraçar essa oportunidade única. Sendo uma pessoa muito perfeccionista, ela se cobrava muito, mas também estava em conflito, fazendo críticas às escolhas da personagem e tendo dificuldade em se distanciar o suficiente para entender que essas mesmas escolhas eram legítimas. 
Marcelo Gomes, o diretor, tinha a intenção de trabalhar com atrizes trans para interpretar personagens trans, pois reconhecia a falta de oportunidades para atrizes trans no Brasil. Além disso, ele acreditava que essas atrizes poderiam trazer algo de suas próprias experiências para enriquecer as performances. Quando Kika entrou para o projeto, tudo se amplificou, nas palavras do diretor. Foi uma experiência magnífica trabalhar com ela, uma atriz dedicada por completo. Kika imprimiu sua presença de forma tão intensa no filme que todos concordaram que o título não deveria mais ser "Vestido branco, véu e grinalda", mas sim "Paloma", em referência ao nome da personagem que ela interpretou.

### Desenvolvimento
A película foi produzida pela Carnaval Filmes, sediada em Pernambuco, em parceria com a Ukbar Filmes, de Portugal. A equipe de Paloma inclui Pierre de Kerchove como diretor de fotografia, Rita M. Pestana como editora, e Marcos Pedroso como diretor de arte. O casting foi realizado por Maria Clara Escobar e a preparação do elenco ficou a cargo de Sílvia Lourenço. A produção do filme é de João Vieira Jr. e Nara Aragão.
Durante o processo de preparação, Kika colocou tudo o que envolvia a personagem em um cantinho do quarto, como se Paloma estivesse lá, para acolher e validar os sonhos dela como algo possível para uma mulher trans nordestina e periférica. Foi a partir desse momento que ela mergulhou mais profundamente na personagem, permitindo que tudo fluísse. Ela não se desapegou de si mesma, mas deu espaço para que Paloma pudesse existir dentro dela. Essa abordagem foi crucial para a construção da personagem e o desenvolvimento do filme.

## Lançamento
Em 24 de junho de 2022, estreou na Alemanha sendo exibido no Festival Internacional de Cinema de Munique. Paloma foi selecionado para a mostra Première Brasil do Festival do Rio, sendo exibido em 10 de outubro de 2022, onde saiu-se premiado como o Melhor Longa-metragem.  Além desse reconhecimento, o filme também recebeu os prêmios de Melhor Atriz, para Kika Sena, que interpreta a personagem principal, e o Prêmio Félix, destinado a obras com temática LGBTQIA+. Kika Sena é uma artista brasileira multifacetada, atuando como arte-educadora, diretora teatral, poeta e performer. Com essa conquista, ela se torna a primeira atriz transexual a receber esse prêmio no Festival do Rio. O filme foi exibido na 46ª Mostra Internacional de Cinema de São Paulo em 25 e 27 de outubro de 2022. No dia seguinte, 28, estreou no Festival Internacional de Cinema Raindance, no Reino Unido. No mês seguinte, em 10 de novembro, foi lançado comercialmente nos cinemas do Brasil pela Pandora Filmes. No dia anterior (9), Paloma havia sido exibido no Vietnã durante o Festival Internacional de Cinema de Hanói. Em 2023, foi selecionado para o Festival Internacional de Cinema de Cartagena, na Colômbia, com exibição em 24 de março.

## Recepção

### Análise da crítica
O filme foi recebido com avaliações positivas por parte dos críticos especializados. Janda Montenegro, do website CinePOP, deu ao filme 4 de 5 estrelas. Nas palavras da crítica, a obra é "um belíssimo filme, cujo tom positivo é um sopro de esperança que a sétima arte joga para a nossa realidade. É o filme que queremos ver, dentro e fora da ficção, naturalizando os corpes trans em todos os lugares". Segundo a crítica Janda Montenegro, o filme de Marcelo Gomes consegue alcançar algo surpreendente: transmitir suavidade em uma realidade frequentemente retratada como dolorosa. Em Paloma, encontramos um encanto adorável, representado pelo sorriso da personagem e sua perspectiva esperançosa de viver. Isso é exatamente o que desejamos ver no mundo real, e o cinema desempenha seu papel semiótico ao ser capaz de transformar realidades, como faz neste longa-metragem.
Para Montenegro, a fotografia de Pierre de Kerchove também contribui para reforçar essa atmosfera. Por meio do uso preciso da iluminação e do posicionamento da câmera, somos levados a contemplar o rosto iluminado e o cotidiano de Paloma em sua vida diária. O filme utiliza um posicionamento de câmera incomum, o que transporta o espectador para a intimidade do casal, permitindo uma experiência imersiva. Esses elementos combinados conferem uma qualidade singular à obra, proporcionando uma visão íntima e envolvente.
Do Cinem(ação), o crítico Daniel Cury disse que o filme é "realista sem ser pessimista. Mostra uma realidade difícil, ainda que doce, e não se furta de evidenciar as contradições na vida da protagonista. Com personagens fortes e marcantes, o filme se torna marcantes especialmente pelo gosto de esperança que deixa no espectador".
Para Michel Gutwilen, escritor do site Plano Crítico, Paloma é um filme que explora as contradições presentes na sociedade brasileira, destacando a história real de uma transsexual chamada Paloma, que desafia as convenções ao se casar na igreja. O diretor Marcelo Gomes busca entender a realidade do Brasil, onde política, identidade, sexualidade, moral e religião se entrelaçam. Ao contrário de outros filmes recentes sobre transexualidade que enfatizam a ausência e a falta de existência, "Paloma" retrata a personagem com uma intensa chama de vida, resistindo através da possibilidade de sonhar. O diretor privilegia o aspecto lúdico e expressivo da protagonista, confiando na atriz Kika Sena para transmitir emoções sinceras através de seu rosto. O filme também aborda questões além da transexualidade, como o analfabetismo da personagem, demonstrando progressão em sua jornada. Embora o preconceito exista, ele é retratado de forma indireta, como uma força estrutural enraizada na sociedade. O filme concentra-se nos paradoxos brasileiros, explorando os sentimentos de Zé por Paloma e as contradições internas da própria personagem. No final, o filme não se trata apenas de um conto de fadas, mas de adiar o despertar do sonho para a realidade, mantendo Paloma sorridente e lembrando que, enquanto estivermos vivos, ainda podemos sonhar novamente.

### Prêmios e indicações
| Ano  | Associações                                        | Categoria                       | Recipiente(s)                                 | Resultado | Ref.   |
| ---- | -------------------------------------------------- | ------------------------------- | --------------------------------------------- | --------- | ------ |
| 2022 | Festival Internacional de Cinema de Chicago        | Gold Q-Hugo                     | Marcelo Gomes                                 | Indicado  |        |
| 2022 | Festival Internacional de Cinema de Chicago        | Silver Q-Hugo                   | Marcelo Gomes                                 | Venceu    |        |
| 2022 | Festival Internacional de Cinema de Hanói          | Melhor Filme                    | Paloma                                        | Venceu    | [ 6 ]  |
| 2022 | Festival Internacional de Cinema de Hanói          | Melhor Atriz                    | Kika Sena                                     | Venceu    | [ 6 ]  |
| 2022 | Festival de Cinema Ibero-Americano de Huelva       | Melhor Filme                    | Paloma                                        | Venceu    | [ 4 ]  |
| 2022 | Festival de Cinema Ibero-Americano de Huelva       | Melhor Filme do Público         | Paloma                                        | Venceu    | [ 4 ]  |
| 2022 | Festival Internacional de Cinema Raindance         | Melhor Direção                  | Marcelo Gomes                                 | Indicado  | [ 5 ]  |
| 2022 | Festival Internacional de Cinema Raindance         | Melhor Performance              | Kika Sena                                     | Indicada  | [ 5 ]  |
| 2022 | Festival Internacional de Cinema Raindance         | Melhor Roteiro                  | Marcelo Gomes, Armando Praça e Gustavo Campos | Indicado  | [ 5 ]  |
| 2022 | Festival Internacional de Cinema do Rio de Janeiro | Melhor Filme                    | Paloma                                        | Indicado  | [ 4 ]  |
| 2022 | Festival Internacional de Cinema do Rio de Janeiro | Melhor Atriz                    | Kika Sena                                     | Venceu    | [ 4 ]  |
| 2022 | Festival Internacional de Cinema do Rio de Janeiro | Melhor Narrativa de Ficção      | Marcelo Gomes                                 | Venceu    | [ 4 ]  |
| 2023 | Grande Prêmio do Cinema Brasileiro                 | Melhor Longa-Metragem de Ficção | Paloma                                        | Indicado  | [ 10 ] |
| 2023 | Grande Prêmio do Cinema Brasileiro                 | Melhor Direção                  | Marcelo Gomes                                 | Indicado  | [ 10 ] |
| 2023 | Grande Prêmio do Cinema Brasileiro                 | Melhor Atriz                    | Kika Sena                                     | Indicada  | [ 10 ] |
| 2023 | Grande Prêmio do Cinema Brasileiro                 | Melhor Roteiro Original         | Marcelo Gomes, Armando Praça e Gustavo Campos | Indicado  | [ 10 ] |
| 2023 | Grande Prêmio do Cinema Brasileiro                 | Melhor Direção de Arte          | Marcos Pedroso                                | Indicado  | [ 10 ] |
| 2023 | Grande Prêmio do Cinema Brasileiro                 | Melhor Figurino                 | Gabi Campos                                   | Indicada  | [ 10 ] |
| 2023 | Grande Prêmio do Cinema Brasileiro                 | Melhor Trilha Sonora            | Nelson Soares e Marcos Moreira                | Indicado  | [ 10 ] |